# Défilé des llamadas
Le Défilé des llamadas  est une fête populaire qui a lieu tous les ans au mois de février, pendant le carnaval en Uruguay. 

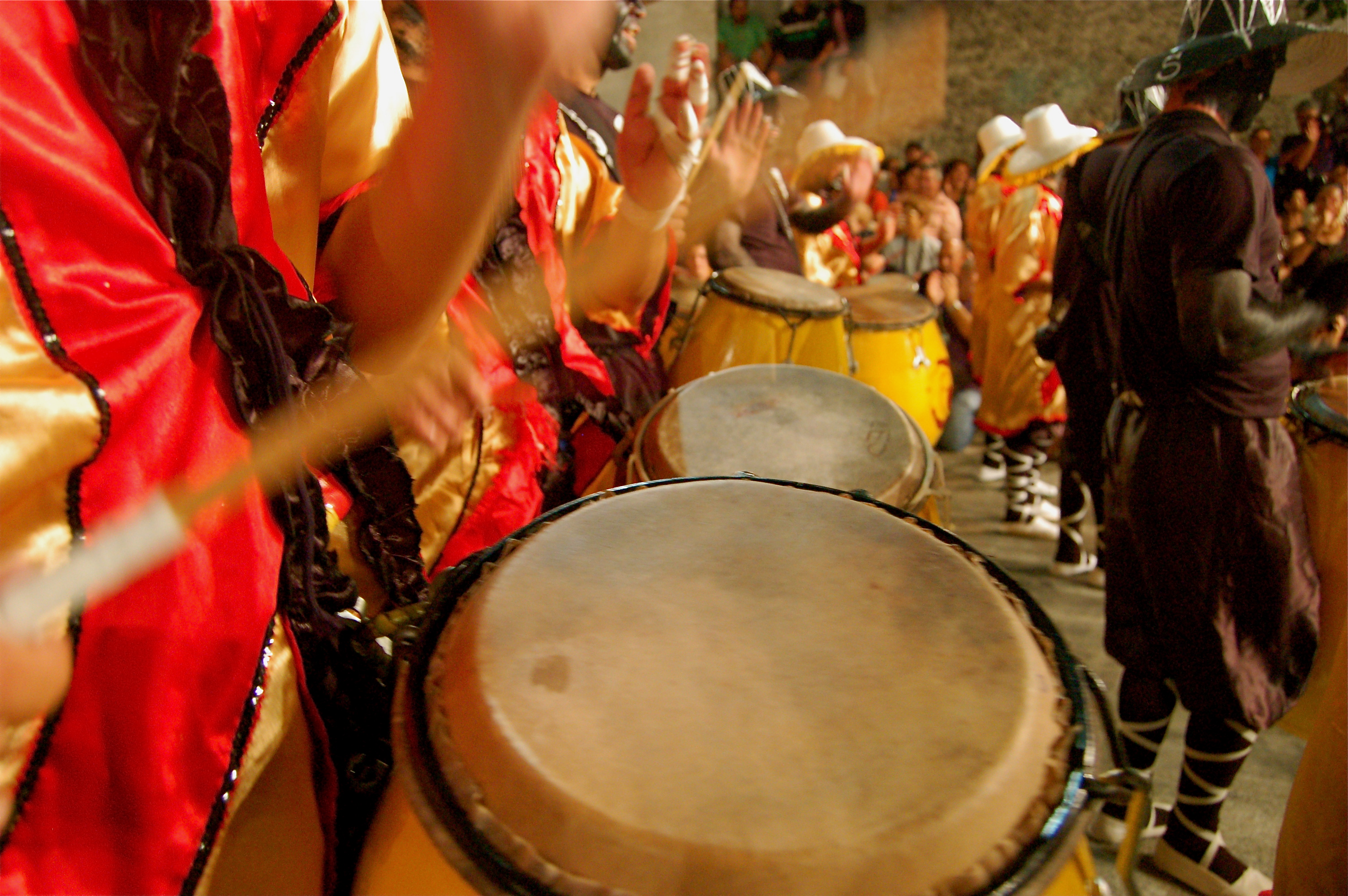
Candomberos pendant le défilé

## Origines
Le Défilé des llamadas (Défilé des appels, en français) tient son origine de l'utilisation des tambours pour communiquer au XIXe siècle. Le nom de « llamadas » provient des candomberos qui sortirent pour jouer dans la rue, et qui invitèrent les autres candomberos à les rejoindre. 
Cette fête constitue une des plus importantes de la culture afro-uruguayenne.

## Organisation du défilé

### Le défilé
Le défilé a lieu dans les rues Carlos Gardel et Isla de Flores, qui traversent les quartiers du Sud et de Palerme à Montevideo.
Chaque bande qui défile comprend une centaine d'individus, soit danseurs, soit candomberos.

### Le costume

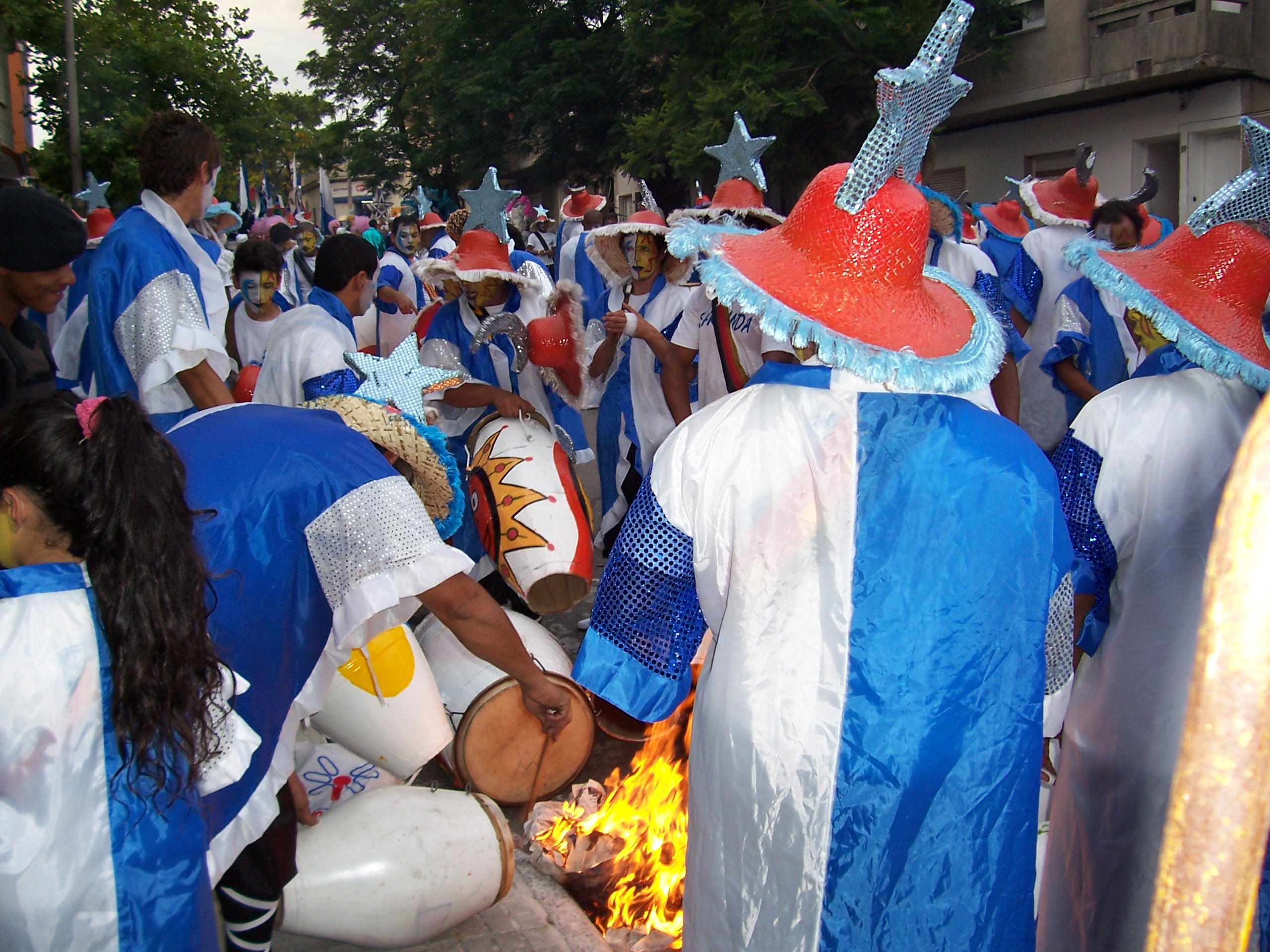
Une bande au défilé

La tenue vestimentaire des membres du groupe est composée de sandales ou de chaussures similaires, ressemblant à celles utilisées par les esclaves. Elle est composée également de bas noirs qui imitent la peau noire, avec des rubans blancs qui se croisent symbolisant les coups de fouet auxquels ils ont été soumis. Le pantalon est une sorte de large culotte, et la veste est flottante et de couleurs vives.
Les pas courts et cadencés des membres de la batterie sont inspirés de ceux des esclaves, enchaînés et menottés au niveau des chevilles, pouvant à peine marcher.